# Lingadahalli, Tiptur
Lingadahalli là một làng thuộc tehsil Tiptur, huyện Tumkur, bang Karnataka, Ấn Độ.